# Кусевицкий, Сергей Александрович
Серге́й Алекса́ндрович Кусеви́цкий (англ. Serge Koussevitzky, при рождении Шму́ил Ша́хнович Кусеви́цкий; 26 июля 1874[…], Вышний Волочёк, Тверская губерния — 4 июня 1951[…], Бостон) — русский и американский контрабасист, дирижёр и композитор.

## Биография и творчество
Родился 14 (26) июля 1874 года в Вышнем Волочке в музыкальной еврейской семье: отец — Шахно Лейбович Кусевицкий (?—1904), отставной военный музыкант и мелкий ремесленник, мать — Анна Барабейчик (1846—1877), пианистка. У него была сестра Анна (1866—1945), три родных брата — Адольф (Абрам, 1867—1939), Леонид (1872—1941) и Николай (1876—1942) — и единокровный брат Соломон (1902—?, от второго брака отца). Мать умерла от туберкулёза в 1877 году, и воспитанием детей занимался отец. Сергей обучался игре на скрипке, виолончели, фортепиано под руководством местного педагога Марии Фёдоровны Розенберг. Согласно позднему интервью Кусевицкого (1924), в 1881 году семья приняла лютеранство, чтобы иметь право дальнейшего проживания вне пределов черты оседлости (так называемое «правожительство»). Однако согласно сохранившейся в личном деле Сергея Кусевицкого в Московской конторе Императорских театров церковной записи, 20 марта 1893 года уже в Москве «...мещанин Тверской губернии, из солдатских детей Шмуил Шахнов Кусевицкий, состоящий учеником Московского Филармонического училища, иудейского вероисповедания, 19 лет от роду, посвящён святым крещением и наречён Сергий в честь преподобного отца Сергия, празднуемого верковью 20 марта...»; семья же оставалась иудейского вероисповедания. В семнадцатилетнем возрасте Кусевицкий получил стипендию московского миллионера и мецената К. К. Ушкова для продолжения учёбы в Музыкально-драматическом училище при Московском филармоническом обществе.

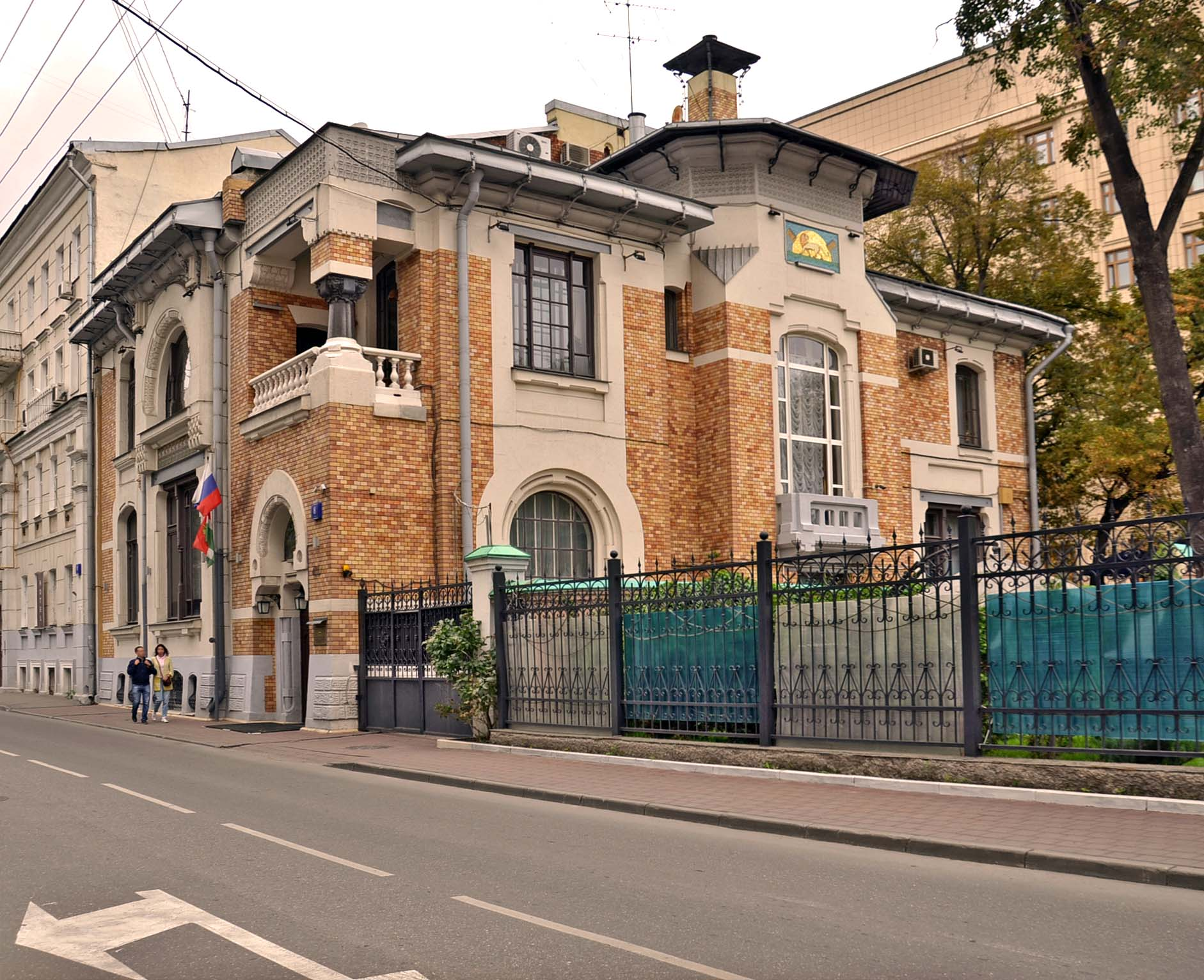
Особняк Кусевицких в Москве

С 1894 года — контрабас в оркестре Большого театра. В 1903 году дебютировал в Германии. В 1905 году, после женитьбы на Наталии Константиновне Ушковой, дочери мецената К. К. Ушкова, получив за ней огромное приданое, Кусевицкий демонстративно ушёл из оркестра Большого театра и опубликовал в московской газете «Русское слово» нашумевшую статью под названием «Новые илоты». В статье он в очень резких выражениях, с приведением цифр и фактов, обвинил Дирекцию императорских театров в бесчеловечной эксплуатации музыкантов оркестра, отдающих всё своё время и силы за ничтожный гонорар, обрекающий их самих и их семьи на полуголодное существование.
Вместе с женой Кусевицкий поселился в Берлине, где учился дирижированию у Артура Никиша. В 1908 году дебютировал как дирижёр с Берлинским филармоническим оркестром, исполнив с С. Рахманиновым его Второй фортепианный концерт.
По инициативе Рахманинова в 1909 году Кусевицкий, вложив начальный капитал, основал Российское музыкальное издательство. Рахманинов возглавил художественный совет издательства, а Кусевицкий на первых порах занялся организационной работой. Вскоре издательство приобрело широкую известность в России, а затем и в мировом масштабе. В издательстве были впервые опубликованы партитуры многих сочинений А. Скрябина, С. Прокофьева, И. Стравинского, позднее и самого Рахманинова.
В том же 1909 году Кусевицкий основал в Москве собственный оркестр, который с успехом концертировал в Европе. После Революции Кусевицкий руководил симфоническим оркестром в Петрограде (1917—1920), затем переехал в Париж, где с 1921 по 1928 годы проходили известные «Концерты Сергея Кусевицкого». Дружил с Прокофьевым, Стравинским, Равелем, Обуховым.
В 1923 году переехал в США (получил гражданство в 1941 году). В 1924—1949 годах руководил Бостонским симфоническим оркестром, с этим оркестром с 1936 года регулярно участвовал в Танглвудском фестивале. Дирижировал сочинениями Сибелиуса, Сати, Бартока, Бриттена, Хиндемита, Мессиана и др.
В годы Второй мировой войны Кусевицкий стал первым в США исполнителем Седьмой симфонии Д. Д. Шостаковича. Обращаясь к публике перед началом концерта, Кусевицкий сказал: «Я заявляю о моей вере в человечество, потому что надеюсь на победу России… Симфония Шостаковича является посланием веры и победы человеческого духа над смертью. Мы должны быть благодарны этому великому народу, который через тягчайшие страдания ведёт нас к надежде, свету и воскрешению». Весь сбор с концерта (11 тыс. долларов) был перечислен в фонд помощи России. В 1946 году возглавил созданный по его инициативе Американо-советский музыкальный комитет. Хлопотал о гастролях своего оркестра в СССР, однако ЦК ВКП(б) отклонил ходатайство Всесоюзного общества культурных связей (ВОКС), мотивируя решение тем, что оркестр Кусевицкого «слишком велик» и в его составе наверняка будут «разведчики и другие враждебные элементы». Кусевицкий приглашал приехать в Бостон С. С. Прокофьева, Д. Ф. Ойстраха. Гастроли Бостонского симфонического оркестра в СССР, как и гастроли Д. Ойстраха с Бостонским оркестром США, состоялись уже после смерти Кусевицкого.
Занимался преподаванием дирижёрского мастерства. Среди учеников Кусевицкого был Леонард Бернстайн. Некоторое время секретарём Кусевицкого была Генриетта Леопольдовна Гиршман (до Революции — жена московского миллионера В. О. Гиршмана).

## Семья
Племянники Кусевицкого (сыновья его брата Адольфа Александровича (1867—1939) и Раисы Давыдовны Кусевицких) — американский дирижёр Фабиан Севицкий и доктор медицинских наук, профессор Иосиф Адольфович Кусевицкий (1896—?).

## Некоторые премьеры
Произведения, премьерами которых продирижировал Сергей Кусевицкий:
- 1911 — Александр Скрябин, «Прометей (Поэма огня)»
- 1921 — Игорь Стравинский, «Симфонии духовых»
- 1924 — Игорь Стравинский, Концерт для фортепиано, духового оркестра, литавр и контрабасов
- 1925 — Сергей Прокофьев, Симфония № 2
- 1930 — Сергей Прокофьев, Симфония № 4
- 1943 — Игорь Стравинский, «Ода»
- 1943 — Аарон Копленд, Симфония № 3
- 1944 — Николай Черепнин, «Судьба»
- 1949 — Леонард Бернстайн, Симфония № 2

## Наследие
В 1936 году открыл ежегодные летние концерты Бостонского симфонического оркестра, переросшие затем в Тэнглвудский музыкальный фестиваль и открытый в 1940 году Тэнглвудский музыкальный центр — одну из важнейших летних музыкальных школ США. В 1942 году учредил Музыкальный фонд Кусевицкого, из его средств вручается международная музыкальная премия.
Сергей Кусевицкий — автор ряда композиций для контрабаса, в том числе множества технических этюдов, концерта для контрабаса с оркестром, а также произведений для симфонического оркестра, в том числе «Passacaille sur un thème Russe», «Prelude and Fugue in C Major, No. 17», переложений произведений других композиторов для контрабаса.
Именем Кусевицкого названа малая планета (1799 Koussevitzky). Также имя композитора носит и детская музыкальная школа в г. Вышний Волочек. Где и преподавали ему его первые уроки музыки.

## Семья
- Первая жена (1902—1905) — балерина Надежда Петровна Галат.
- Вторая жена (с 17 августа (8 сентября) 1905 года) — Наталия Константиновна Ушкова (1881—1942).
- Третья жена (с 15 августа 1947 года)— Ольга Александровна Наумова (17 июля 1901, Самара — 5 января 1978, Нью-Йорк) — дочь Александра Николаевича и Анны Константиновны Наумовых, племянница его предыдущей жены Н. К. Кусевицкой[22].